# Luděk Pachman
Luděk Pachman (* 11. Mai 1924 in Bělá pod Bezdězem; † 6. März 2003 in Passau) war ein tschechisch-deutscher Schach-Großmeister.

## Schachkarriere

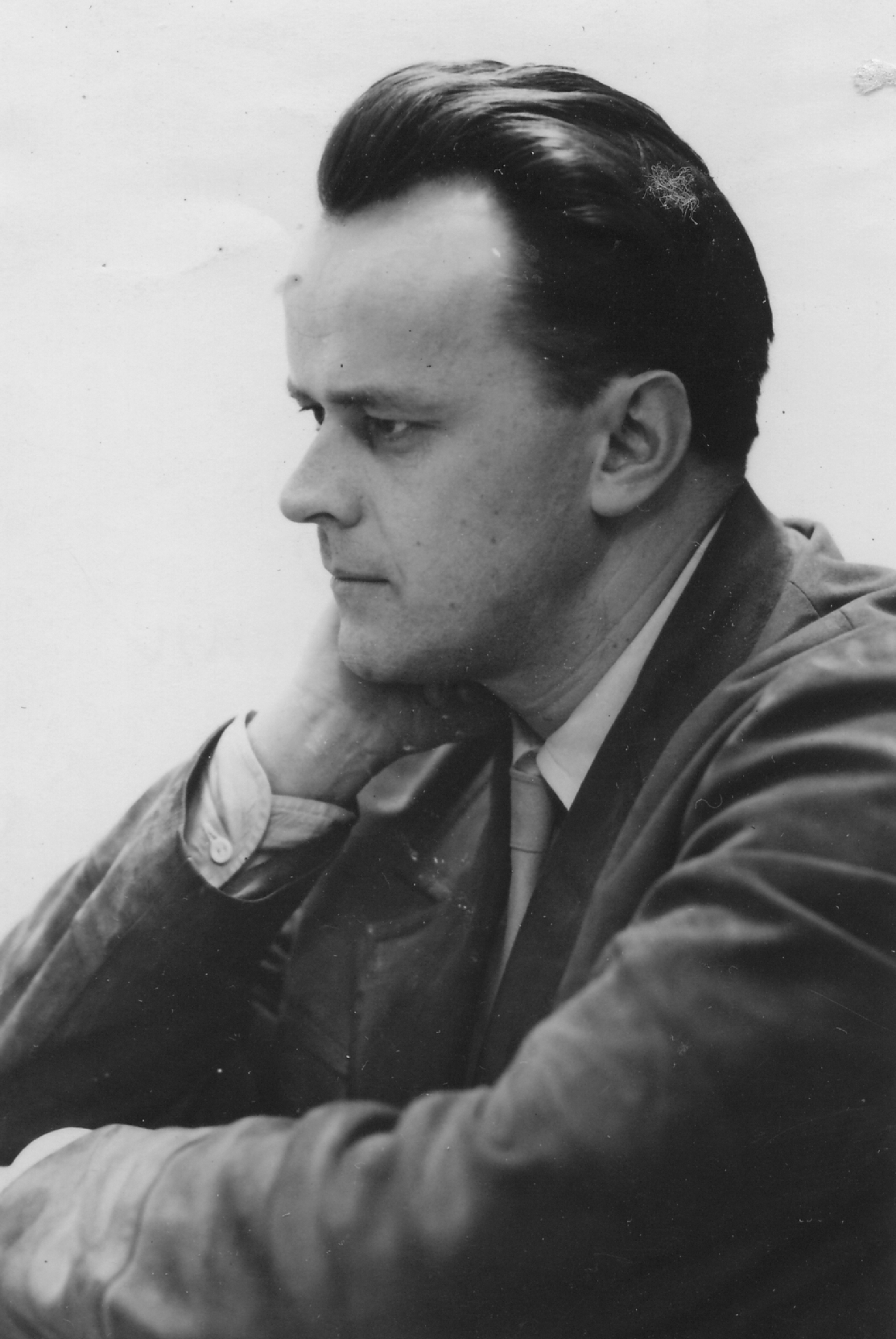
Luděk Pachman

Sein internationales Debüt gab er beim Turnier in Prag 1943, das von Weltmeister Alexander Aljechin gewonnen wurde.
Zwischen 1946 und 1966 gewann er sieben Mal die Landesmeisterschaft der Tschechoslowakei. 1950 wurde er Internationaler Meister, 1954 Großmeister.
Im Jahre 1947 qualifizierte er sich im Zonenturnier Hilversum durch seinen geteilten 2. Platz für das Interzonenturnier, wo er 1948 in Saltsjöbaden Platz 17 (unter 20 Teilnehmern) belegte. Nochmals qualifizierte er sich durch seinen Sieg im Zonenturnier 1951 in Marienbad und Prag für das Interzonenturnier 1952 in Saltsjöbaden, bei dem er den geteilten 11. bis 13. Platz erreichte. Im Jahre 1955 nahm er am Interzonenturnier in Göteborg teil und kam auf den geteilten 10. bis 11. Platz. Im Jahre 1957 gewann er das Zonenturnier in Dublin mit 14,5 Punkten aus 17 Partien. Beim Interzonenturnier 1958 in Portorož verpasste er auf Platz 7 mit 11,5 Punkten aus 20 Partien nur knapp die Qualifikation für das Kandidatenturnier.

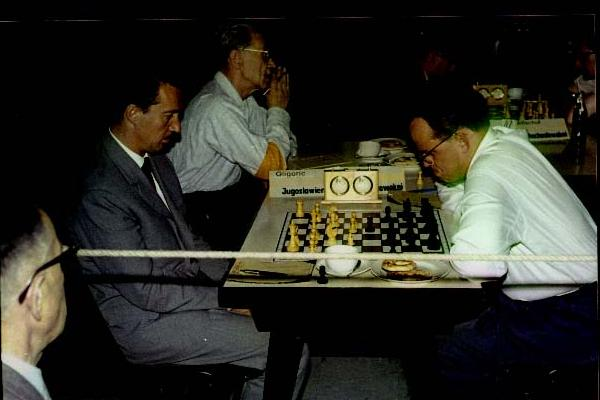
Svetozar Gligorić - Luděk Pachman bei der Europa Mannschaftsmeisterschaft Oberhausen 1961

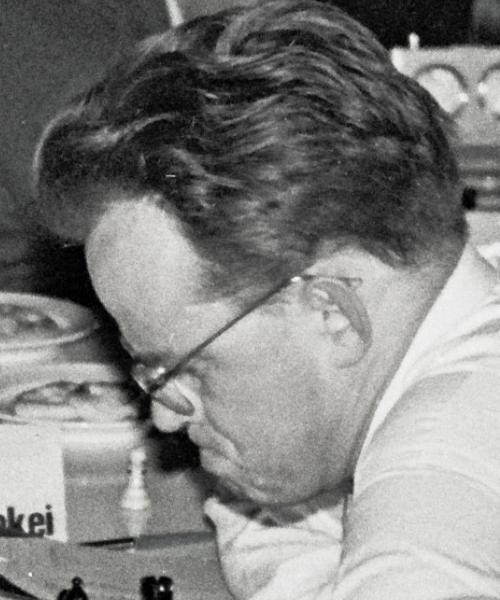
Luděk Pachman (1961), ein Ausschnitt obigen Fotos

Pachman nahm von 1952 bis 1966 an allen acht Schacholympiaden mit der Tschechoslowakei teil und spielte bei der Schacholympiade 1976 in Haifa für Deutschland.
Er nahm an drei Mannschaftseuropameisterschaften teil, 1957 und 1961 für die Tschechoslowakei, 1977 für Deutschland. Mit der tschechoslowakischen Mannschaft erreichte er 1957 den dritten Platz, in der Einzelwertung gewann er 1977 am fünften Brett.
Nach seiner Ausreise nach Deutschland 1972 spielte er bei der Solinger SG 1868. 1974 wechselte er nach Berlin zum SC Kreuzberg, für den er in der viergleisigen 1. Bundesliga insgesamt 18 Wettkämpfe bestritt. 1978 gewann er die Meisterschaft der Bundesrepublik Deutschland in Bad Neuenahr. Bereits 1975 belegte er den zweiten Platz hinter Walter Browne bei der Internationalen Deutschen Meisterschaft in Mannheim.
Von 1985 bis 1989 unterrichtete er am Schachgymnasium Altensteig. Zeitweise spielte er in der Oberliga für Thallichtenberg. In der Saison 1995/96 spielte er in der 1. Bundesliga für den SK Passau. In der tschechischen Extraliga spielte er von 1992 bis 1997 für den ŠK Vyšehrad, mit dem er auch am European Club Cup 1992 teilnahm.
Er gehörte zu den wenigen Schachspielern, die eine ausgeglichene Bilanz gegen Bobby Fischer aufzuweisen hatten: zwei Siege, zwei Niederlagen und vier Unentschieden.
Seine beste historische Elo-Zahl betrug im Dezember 1959 2695, womit er die Nummer 14 der Welt war. Drei Jahre vor seinem Tod nahm er an der Schachweltmeisterschaft der Senioren 1999 in Gladenbach teil, wo er jedoch nur Platz 91 belegen konnte. Jānis Klovāns gewann diese Weltmeisterschaft.

## Politisches Leben
Ursprünglich war Pachman überzeugter Marxist, wurde aber später zum Dissidenten und zum bekennenden Katholiken. Bereits 1940 geriet er wegen einer Studentendemonstration in Haft. Wegen seines regimekritischen Verhaltens während des Prager Frühlings wurde er im August 1969 für anderthalb Jahre inhaftiert. Im Januar 1972 wurde er erneut zu einer Haftstrafe verurteilt, durfte aber nach Vermittlung durch den Weltschachbund FIDE in den Westen ausreisen und ließ sich in Deutschland nieder. Am 21. Oktober 1975 erhielt er die deutsche Staatsangehörigkeit, seitdem schrieb er seinen Namen Pachmann. Er engagierte sich politisch für Franz Josef Strauß, Hans Filbinger und zeitweise für die Konservative Aktion.
Wegen seiner antikommunistischen Einstellung wurden Turniere, an denen er teilnahm, von sowjetischen Spielern boykottiert. Sein Club, die Solinger SG 1868, tolerierte das. Pachman wurde gebeten, auf seine Teilnahme am Turnier 1974 in Solingen zu verzichten. Daraufhin holte ihn Hartmut Röseler, der stellvertretende Bürgermeister und Volksbildungsstadtrat von Berlin-Charlottenburg, 1974 nach Berlin. Er gründete die „Freie Gesellschaft zur Förderung der Freundschaft mit den Völkern der Tschechoslowakei“, die u. a. für Mitglieder der Charta 77 dringend benötigte Medikamente in die ČSSR schmuggelte. Luděk Pachman war Vorsitzender, Hartmut Röseler stellvertretender Vorsitzender der Gesellschaft. Ende 1989 wurde er in Tschechien rehabilitiert. Daraufhin kehrte er bis 1998 in seine Heimat zurück, danach gab er die tschechische Staatsangehörigkeit auf und übersiedelte endgültig nach Deutschland.

## Eröffnungstheoretiker
Er galt als bedeutender Theoretiker auf dem Gebiet der Eröffnungen und des Mittelspiels und schrieb viele Schachbücher.

## Schachkomposition
Pachman publizierte einige Dutzend Studien, vorwiegend in jungen Jahren.

## Privat
Er war seit dem 6. September 1946 mit Eugenie (1925–2011) verheiratet. Er lebte zuletzt in Hutthurm bei Passau. Seine Grabstätte befindet sich aber in Straßkirchen bei Passau, wo er auch einige Jahre gelebt hat. Pachman hatte einen sechs Jahre älteren Bruder, den bekannten Schachkomponisten Vladimír Pachman.

## Publikationen
- Der Titelkampf. Fischer - Spasskij. Rau-Verlag, Düsseldorf und Kempten 1972.
- Jetzt kann ich sprechen. Ein Tatsachenbericht. Rau-Verlag, Düsseldorf 1973.
- Gott läßt sich nicht verbannen. Herder-Verlag, Freiburg i.Br. 1974.
- Checkmate in Prague: memoirs. Faber and Faber, London 1975. ISBN 0-571-10395-2.
- Laßt die Hoffnung nicht sterben! Herder-Verlag, Freiburg 1976. ISBN 3-451-07549-0.
- Zug um Zug. Ein Leben zwischen Schach und Politik. Herder-Verlag, Freiburg i.Br. 1982.
- Entscheidungspartien. Rau-Verlag, Düsseldorf 1975.
- Meine 100 besten Partien und meine Probleme. Rau-Verlag, Düsseldorf 1978. ISBN 3-7919-0175-3.
- Moderne Schachstrategie. 3 Bände. Rau-Verlag, Düsseldorf 1975–1977.
- Moderne Schachtaktik. 2 Bände. Schach-Archiv, Hamburg 1976–1978.
- Moderne Schachtheorie. 3 Bände. Sportverlag, Berlin 1956. (zahlreiche Neuauflagen)
- Schach WM '78. Kortschnoi / Karpov. Mit V. Kortschnoi. Rau-Verlag, Düsseldorf 1979.
- Was in Prag wirklich geschah. Illusionen und Tatsachen aus der Ära Dubcek. Verlag Herder, Freiburg im Breisgau 1978.
- 20 Lektionen Schach. Ein Lehrbuch für Anfänger. Heyne-Verlag, München 1984.
- Karpow gegen Kasparow. Schach-WM'84. Heyne-Verlag, München 1985.
- Wie überliste ich meinen Gegner? Psychologie und Tricks im Schach. Heyne-Verlag, München 1985, ISBN 3-453-41653-8.